# Seat Exeo

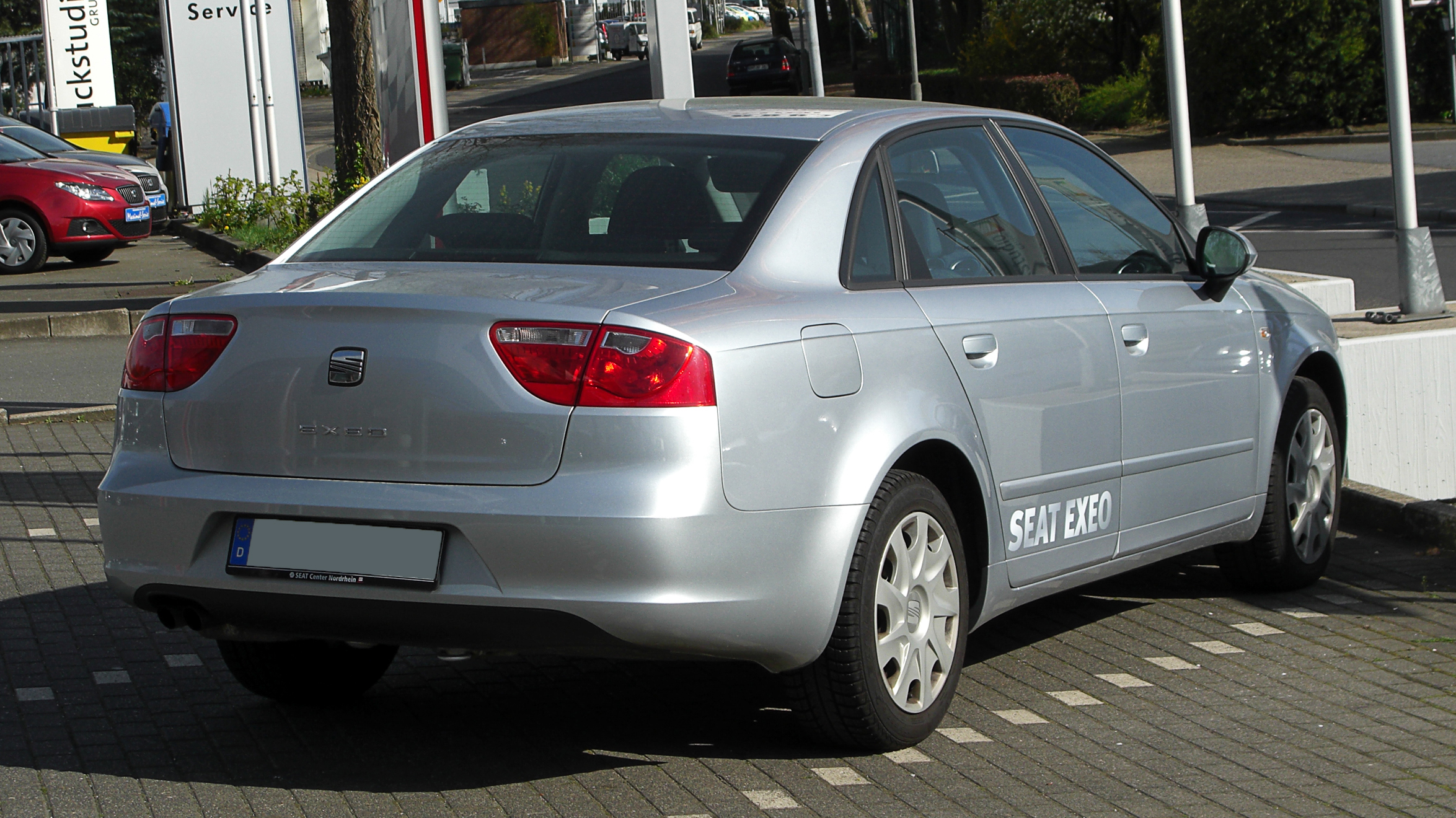
Seat Exeo.

L'Exeo est une automobile du segment M2 (familiale) du constructeur automobile espagnol Seat, commercialisée à partir de mars 2009.
Elle est basée sur l’ancienne génération d’Audi A4 (B7), dont elle reprend plus de 70 % des éléments.

## Historique
Développée en 23 mois, l'Exeo a été présentée au salon de l'automobile de Paris en octobre 2008, en version berline. Une version break est sortie sur le marché en fin d'été 2009, basée sur L'Audi A4 Avant B7. 
Sa commercialisation est arrêtée sur la plupart des marchés en 2013, après 81 552 exemplaires produits jusqu'en mai 2013.

## Caractéristiques
Par rapport à l'Audi A4 B7, la suspension est améliorée, les sièges redessinés afin d'offrir quelques centimètres de plus aux places arrière (depuis 2011).
Les faces avant et arrière ont été revues de manière à arborer le fameux « Arrow Design » apparu sur la dernière Seat Ibiza IV. 
L'habitacle reprend quant à lui celui de l'Audi A4 cabriolet (avec les aérateurs ronds), mais avec un volant badgé Seat.

## Moteurs
Si les blocs essences sont déjà connus, les moteurs diesel sont ceux appartenant à la toute dernière génération à rampe commune et filtre à particules qui ont fait leur apparition sur l'Audi A4 B8. 
La Seat Exeo est proposée avec un 2 litres diesel « TDI » à rampe commune de 120, 143 et 170 ch et, en essence, un 1,6 litre de 102 ch, un 1,8 litre TFSI de 160 ch et un 2 litres de 200 ch.